# J1 League 2025
La J1 League 2025, nota come Meiji Yasuda J1 League 2025 per ragioni di sponsorizzazione, è la trentatreesima edizione della massima serie del campionato giapponese, l'undicesima con l'adozione del nuovo nome. Il campionato è iniziato il 14 febbraio e si concluderà il 6 dicembre 2025.
Campione in carica è il Vissel Kōbe, vincitore delle ultime due edizioni della competizione.

## Stagione

### Novità
La stagione 2025 è l'ultima disputata in un intero anno solare, ossia da febbraio a dicembre. La federazione nipponica ha, infatti, annunciato che, a partire dal 2026, il campionato inizierà in estate e terminerà nella primavera dell'anno successivo, adottando il calendario europeo. Nella prima metà del 2026, sarà organizzato un "torneo speciale" che coprirà il periodo di transizione e preparazione alla stagione calcistica seguente.
Júbilo Iwata, Consadole Sapporo e Sagan Tosu sono retrocesse in J2 League al termine della stagione 2024. Le tre squadre sono state rimpiazzate da Shimizu S-Pulse e Yokohama FC, prime due classificate nel campionato di J2 League 2024, e  dal Fagiano Okayama, vincitrice dei play-off. Per il club di Okayama si tratta dell'esordio assoluto nella massima serie nipponica.

### Formula
Le venti squadre si sfidano in un girone all'italiana con partite di andata e ritorno, per un totale di 38 giornate. La prima classificata si aggiudica il titolo di Campione del Giappone e viene ammessa alla fase a gironi della AFC Champions League Elite. La seconda in classifica ottiene parimente la qualificazione alla fase a gironi della massima competizione continentale, mentre la terza è ammessa alla AFC Champions League Two. Le formazioni che occupano le ultime tre posizioni in classifica al termine della stagione vengono, invece, retrocesse in J2 League.

## Squadre partecipanti
| Club                | Città     | Stadio                            | Stagione precedente    |
| ------------------- | --------- | --------------------------------- | ---------------------- |
| Albirex Niigata     | Niigata   | Stadio Niigata                    | 16º posto in J1 League |
| Avispa Fukuoka      | Fukuoka   | Hakatanomori Stadium              | 12º posto in J1 League |
| Cerezo Osaka        | Osaka     | Stadio Nagai                      | 10º posto in J1 League |
| Fagiano Okayama     | Okayama   | City Light Stadium                | 5º posto in J2 League  |
| Gamba Osaka         | Suita     | Panasonic Stadium Suita           | 4º posto in J1 League  |
| Kashima Antlers     | Kashima   | Kashima Soccer Stadium            | 5º posto in J1 League  |
| Kashiwa Reysol      | Kashiwa   | Sankyo Frontier Kashiwa Stadium   | 17º posto in J1 League |
| Kawasaki Frontale   | Kawasaki  | Todoroki Athletics Stadium        | 8º posto in J1 League  |
| Kyoto Sanga         | Kyoto     | Sanga Stadium by Kyocera          | 14º posto in J1 League |
| Machida Zelvia      | Tokyo     | Machida GION Stadium              | 3º posto in J1 League  |
| Nagoya Grampus      | Nagoya    | Stadio Toyota                     | 11º posto in J1 League |
| Sanfrecce Hiroshima | Hiroshima | Hiroshima Big Arch                | 2º posto in J1 League  |
| Shimizu S-Pulse     | Shizuoka  | IAI Stadium Nihondaira            | 1º posto in J2 League  |
| Shonan Bellmare     | Hiratsuka | Lemon Gas Stadium Hiratsuka       | 15º posto in J1 League |
| FC Tokyo            | Tokyo     | Tokyo Stadium                     | 7º posto in J1 League  |
| Tokyo Verdy         | Tokyo     | Tokyo Stadium                     | 6º posto in J1 League  |
| Urawa Red Diamonds  | Saitama   | Saitama Stadium 2002              | 13º posto in J1 League |
| Vissel Kobe         | Kōbe      | Stadio del Parco Misaki           | 1º posto in J1 League  |
| Yokohama FC         | Yokohama  | Mitsuzawa Stadium                 | 2º posto in J2 League  |
| Yokohama F·Marinos  | Yokohama  | Stadio internazionale di Yokohama | 9º posto in J1 League  |

## Classifica
Aggiornata al 17 agosto 2025. Fonte: sito ufficiale.
|  | Pos. | Squadra             | Pt | G  | V  | N | P  | GF | GS | DR  |
|  | ---- | ------------------- | -- | -- | -- | - | -- | -- | -- | --- |
|  | 1.   | Kyoto Sanga         | 48 | 26 | 14 | 6 | 6  | 43 | 30 | +13 |
|  | 2.   | Kashima Antlers     | 48 | 26 | 15 | 3 | 8  | 38 | 25 | +13 |
|  | 3.   | Kashiwa Reysol      | 47 | 26 | 13 | 8 | 5  | 36 | 25 | +11 |
|  | 4.   | Machida Zelvia      | 46 | 26 | 14 | 4 | 8  | 39 | 25 | +14 |
|  | 5.   | Sanfrecce Hiroshima | 46 | 26 | 14 | 4 | 8  | 30 | 18 | +12 |
|  | 6.   | Vissel Kōbe         | 46 | 26 | 14 | 4 | 8  | 34 | 25 | +9  |
|  | 7.   | Urawa Reds          | 44 | 26 | 12 | 8 | 6  | 36 | 26 | +10 |
|  | 8.   | Kawasaki Frontale   | 39 | 26 | 10 | 9 | 7  | 41 | 32 | +9  |
|  | 9.   | Cerezo Osaka        | 37 | 26 | 10 | 7 | 9  | 40 | 37 | +3  |
|  | 10.  | Fagiano Okayama     | 36 | 26 | 10 | 6 | 10 | 25 | 23 | +2  |
|  | 11.  | Avispa Fukuoka      | 36 | 26 | 9  | 9 | 8  | 27 | 26 | +1  |
|  | 12.  | Gamba Osaka         | 34 | 26 | 10 | 4 | 12 | 29 | 35 | -6  |
|  | 13.  | Shimizu S-Pulse     | 31 | 26 | 8  | 7 | 11 | 30 | 35 | -5  |
|  | 14.  | Tokyo Verdy         | 31 | 26 | 8  | 7 | 11 | 16 | 25 | -9  |
|  | 15.  | FC Tokyo            | 30 | 26 | 8  | 6 | 12 | 29 | 37 | -8  |
|  | 16.  | Nagoya Grampus      | 28 | 26 | 7  | 7 | 12 | 31 | 38 | -7  |
|  | 17.  | Shonan Bellmare     | 25 | 26 | 6  | 7 | 13 | 22 | 41 | -19 |
|  | 18.  | Yokohama F·Marinos  | 24 | 26 | 6  | 6 | 14 | 26 | 34 | -8  |
|  | 19.  | Yokohama FC         | 22 | 26 | 6  | 4 | 16 | 16 | 32 | -16 |
|  | 20.  | Albirex Niigata     | 20 | 26 | 4  | 8 | 14 | 26 | 45 | -19 |

Legenda:
      Campione del Giappone e ammessa alla AFC Champions League.
      Ammessa alla AFC Champions League.
      Ammessa alla AFC Champions League Two.
      Retrocessa in J2 League.
Note:
Tre punti a vittoria, uno a pareggio, zero a sconfitta.
La classifica viene stilata secondo i seguenti criteri:
- Punti conquistati
- Differenza reti generale
- Reti totali realizzate
- Punti negli scontri diretti
- Differenza reti negli scontri diretti
- Reti realizzate negli scontri diretti
- Classifica fair-play
- Sorteggio

## Risultati
|                     | Alb  | Avi  | Cer  | Fag  | Gam  | KaA  | KaR  | Kaw  | Kyo  | Mac  | Nag  | San  | Shi  | Sho  | FTo  | ToV  | Ura  | Vis  | YFC  | YFM  |
| ------------------- | ---- | ---- | ---- | ---- | ---- | ---- | ---- | ---- | ---- | ---- | ---- | ---- | ---- | ---- | ---- | ---- | ---- | ---- | ---- | ---- |
| Albirex Niigata     | –––– | 0-1  | 2-2  | -    | 3-3  | -    | -    | 1-1  | 1-2  | 0-4  | -    | 0-2  | -    | 2-1  | 2-3  | 2-2  | 1-1  | -    | 0-0  | 1-0  |
| Avispa Fukuoka      | 3-2  | –––– | -    | 1-1  | -    | 0-1  | 0-1  | 1-2  | 2-2  | 2-2  | 1-1  | -    | -    | -    | 1-0  | 0-0  | 1-0  | 0-0  | -    | 2-1  |
| Cerezo Osaka        | 3-1  | 2-0  | –––– | 2-1  | 0-1  | 1-0  | -    | -    | -    | 1-2  | 1-1  | -    | 4-2  | 1-2  | 1-1  | 2-1  | 1-1  | -    | -    | 1-0  |
| Fagiano Okayama     | 2-1  | 0-1  | -    | –––– | 2-0  | 1-2  | 2-1  | 0-0  | 2-0  | 2-2  | -    | 0-1  | 1-1  | -    | 1-0  | 0-1  | -    | 1-2  | -    | 1-0  |
| Gamba Osaka         | -    | 2-1  | 2-5  | 0-3  | –––– | 0-1  | -    | 2-1  | 2-1  | 0-1  | 2-0  | 0-1  | 1-0  | 4-0  | 2-0  | -    | -    | -    | -    | -    |
| Kashima Antlers     | 2-1  | 1-1  | -    | 1-2  | -    | –––– | 3-2  | 2-1  | 3-4  | 1-0  | 1-0  | 1-1  | 1-0  | -    | 2-0  | 4-0  | 1-1  | 1-0  | -    | -    |
| Kashiwa Reysol      | 1-1  | -    | 2-1  | 2-0  | 1-0  | 1-3  | –––– | 1-1  | 3-3  | -    | -    | -    | 1-0  | 2-0  | 1-0  | 0-0  | -    | 1-3  | -    | -    |
| Kawasaki Frontale   | 3-1  | 2-5  | 2-0  | -    | 2-2  | 2-1  | -    | –––– | 0-1  | -    | 4-0  | -    | -    | 2-0  | -    | 0-0  | 2-2  | 1-2  | 2-1  | 3-3  |
| Kyoto Sanga         | 2-1  | 0-1  | 2-3  | -    | 3-1  | -    | 1-1  | -    | –––– | -    | 1-1  | 1-0  | -    | 2-0  | 3-0  | 1-0  | 1-1  | -    | 2-1  | -    |
| Machida Zelvia      | 1-0  | -    | 3-0  | -    | -    | 2-1  | 3-0  | 2-2  | 1-2  | –––– | -    | 1-2  | 3-0  | 0-1  | -    | 0-1  | 0-2  | 2-0  | -    | 0-3  |
| Nagoya Grampus      | 3-0  | -    | -    | 0-0  | -    | -    | 1-2  | -    | 1-2  | 1-2  | –––– | 2-1  | 1-1  | -    | -    | 0-0  | 2-1  | 2-2  | 2-1  | 2-0  |
| Sanfrecce Hiroshima | 0-1  | 2-1  | 2-1  | 0-1  | 1-0  | 1-0  | 1-1  | 1-2  | -    | -    | 1-2  | –––– | 0-0  | -    | -    | 2-1  | -    | -    | 1-0  | 1-0  |
| Shimizu S-Pulse     | 2-0  | 3-1  | -    | -    | 0-0  | -    | 0-2  | 1-1  | 1-2  | 2-2  | 0-3  | 1-1  | –––– | 3-0  | -    | -    | -    | 3-2  | 2-0  | 1-3  |
| Shonan Bellmare     | -    | 0-0  | 3-3  | 1-1  | -    | 1-0  | 0-1  | -    | -    | 1-2  | 2-1  | 0-1  | -    | –––– | 2-2  | -    | 2-1  | 1-2  | 0-1  | 1-1  |
| FC Tokyo            | -    | -    | 2-2  | -    | 3-0  | 0-1  | 1-1  | 0-3  | -    | 0-1  | 3-1  | 0-3  | 0-2  | 0-0  | –––– | -    | 3-2  | 1-0  | 2-1  | -    |
| Tokyo Verdy         | -    | -    | 1-0  | -    | 0-1  | -    | 0-3  | 1-0  | 1-0  | 0-1  | 2-1  | -    | 0-1  | 0-2  | 2-2  | –––– | -    | 0-1  | 2-0  | 1-0  |
| Urawa Reds          | -    | 0-0  | 0-0  | 1-0  | 0-1  | -    | 0-2  | -    | 2-1  | -    | 2-1  | 1-0  | 2-1  | 4-1  | 3-2  | 2-0  | –––– | -    | 2-1  | 3-1  |
| Vissel Kobe         | 0-1  | 0-1  | 1-3  | 2-0  | 3-2  | -    | -    | 2-1  | 1-1  | 1-0  | 2-1  | 1-0  | -    | 4-0  | -    | -    | 0-0  | –––– | 0-1  | -    |
| Yokohama FC         | -    | 1-0  | 2-0  | 1-0  | 1-1  | 0-3  | 1-1  | 0-1  | -    | 0-2  | -    | 0-4  | 2-0  | -    | 0-1  | -    | 1-2  | 0-1  | –––– | 0-1  |
| Yokohama F·Marinos  | 1-1  | -    | -    | 0-1  | 2-0  | 3-1  | 0-2  | -    | 0-3  | -    | 3-0  | -    | 2-3  | 1-1  | 0-3  | 0-0  | -    | 1-2  | 0-0  | –––– |